# 백설공주 살인사건
《백설공주 살인사건》(白ゆき姫殺人事件 시라유키히메사쓰진지켄[*])은 미나토 가나에의 일본 소설이다. 2011년부터 2012년까지 연재되었으며 2012년 7월 발매되었다. 영화와 만화로도 만들어졌다.

## 영화
《백설공주 살인사건》(白ゆき姫殺人事件, The Snow White Murder Case)은 일본에서 제작된 나카무라 요시히로 감독의 2014년 미스터리, 서스펜스 영화이다. 이노우에 마오 등이 주연으로 출연하였다.

## 출연

### 주연
- 이노우에 마오
- 아야노 고

### 조연
- 아라이 나나오
- 카네코 노부아키
- 오노 에레나
- 타니무라 미츠키
- 소메타니 쇼타
- 아키노 요코
- 이즈카 미노루
- 야마시타 요리
- 미야지 마오
- 아사쿠라 아키
- 다이토 슌스케
- 쿠사노 이니
- 노무라 유카
- 렌부츠 미사코
- 칸지야 시호리
- 나마세 카츠히사

## 기타
- 원작자: 미나토 가나에